# Dalhalla
Dalhalla ist eine Freilichtbühne für Theater-, Konzert- und Opernvorstellungen. Sie liegt in einem alten Kalksteinbruch bei Rättvik in der schwedischen Provinz  Dalarna. Die Namenswahl „Dalhalla“ ist eine Verknüpfung von Dalarna und von Walhall aus der nordischen Mythologie. 
Dalhalla ist ein aufgelassener Kalksteinbruch ungefähr 8 km nördlich von Rättvik. Hier wurde seit den 1940er Jahren ein gigantischer Tagebau gegraben und gesprengt: 400 Meter lang, 175 Meter breit und 60 Meter tief. Der Kalksteinbruch wurde 1991 geschlossen. Bald darauf wurde von der Opernsängerin Margareta Dellefors die Idee zu einer Freiluftbühne geweckt. Der alte Kalkbruch außerhalb Rättviks schien dafür gut geeignet, er hatte die Form eines Amphitheaters und eine gute Akustik. Mit finanzieller Unterstützung der Gemeinde Rättvik und der Provinz Dalarna konnte am 23. Juli 1994 die neue Bühne durch Birgit Nilsson eröffnet werden.
Die gute Akustik beruht auf  den rauen, unregelmäßigen Felswänden, die das Theater umgeben. Sie unterdrücken das Echo und erzeugen ein weiches Klangbild. Die Nachklangzeiten und Resonanzen sind so gut, dass bei Opernvorstellungen keine elektrische Verstärkung notwendig ist. Das Theater fasst ca. 4.000 Besucher. Laut der österreichischen Musikfestival-Zeitschrift Magazin Festspiele rangiert Dalhalla auf Platz vier der besten Freiluftarenen für Musikvorführungen weltweit.

## Bildergalerie

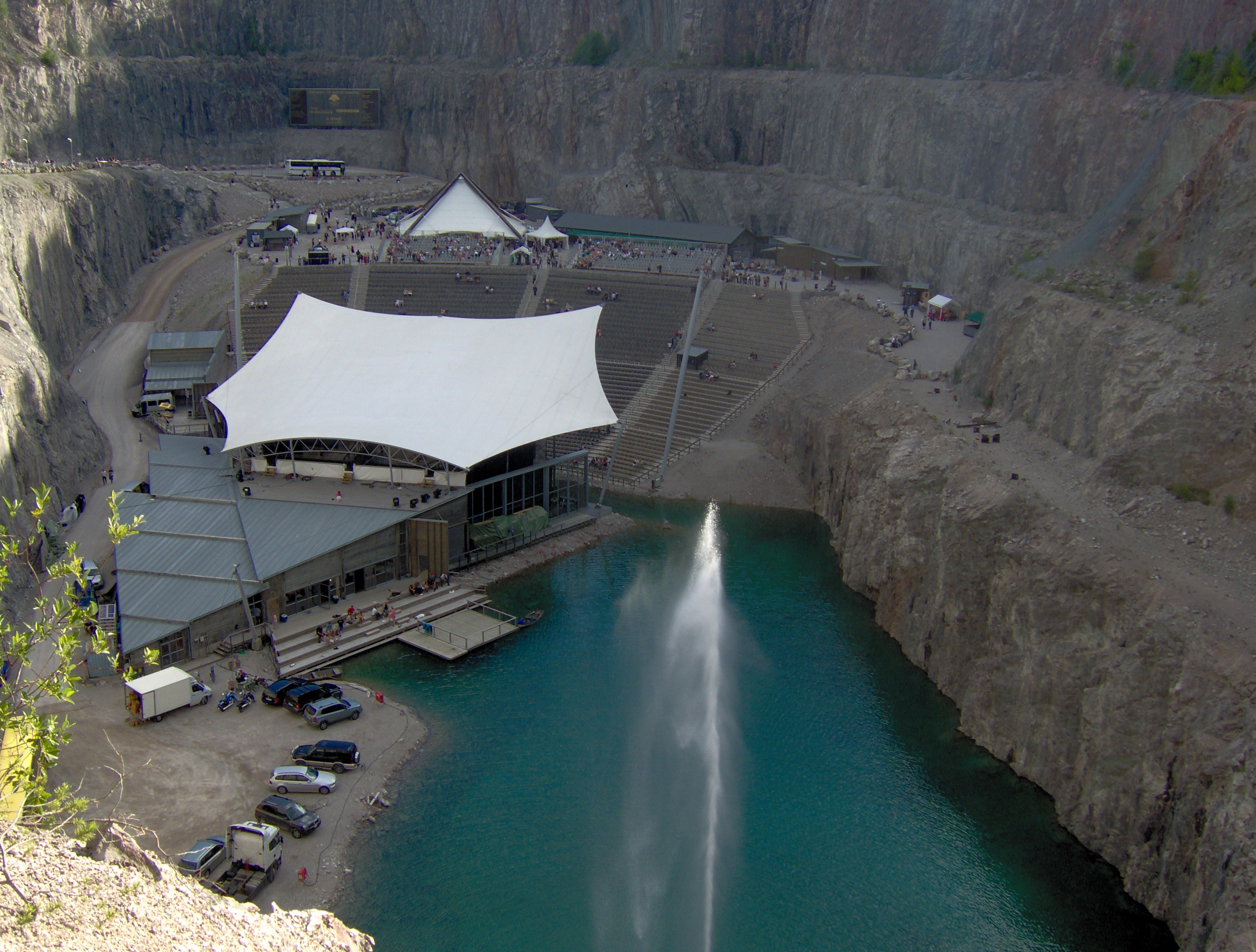
Überblick über Dalhalla
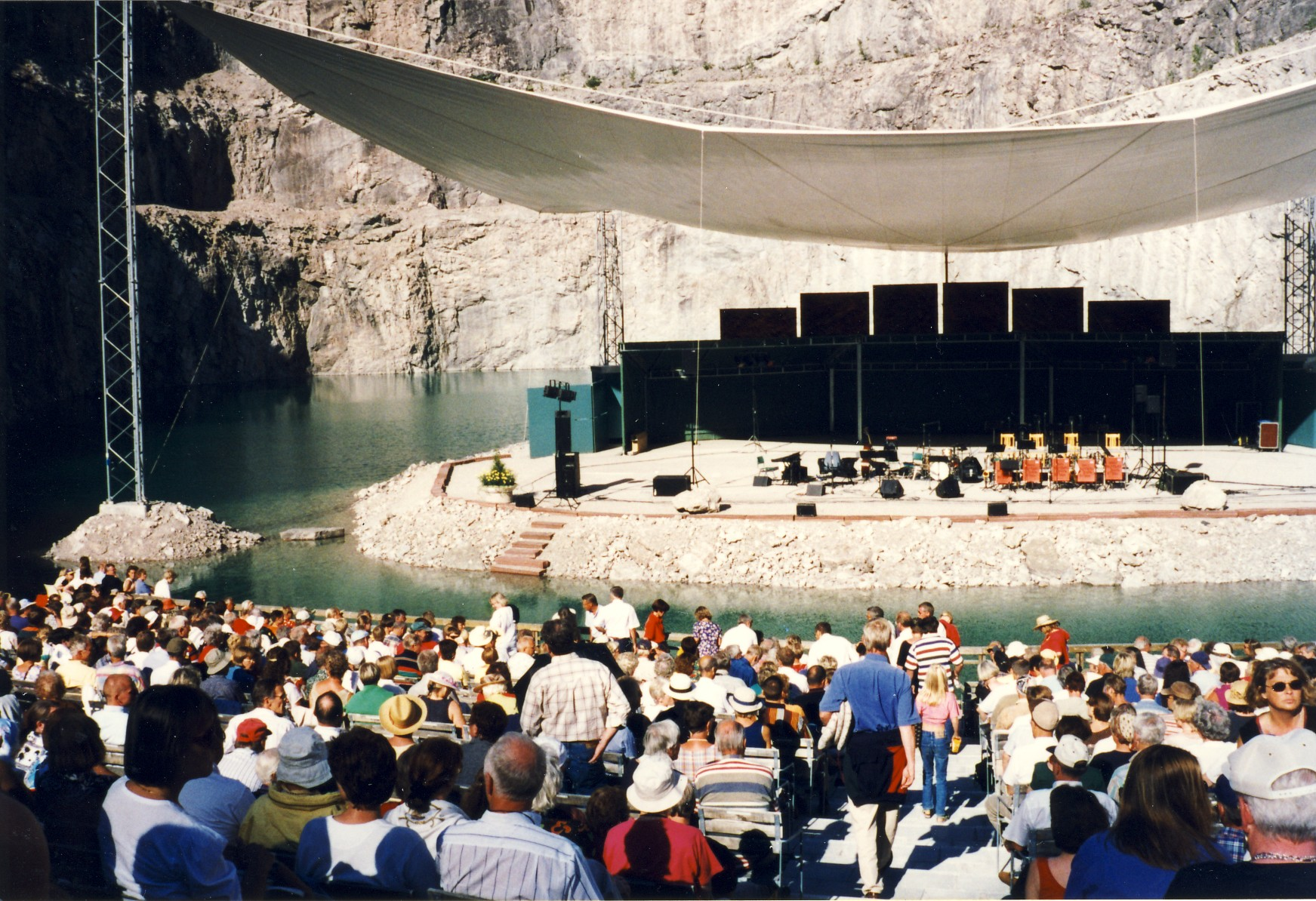
Szene und Publikum „Stora Stygga“, 1997
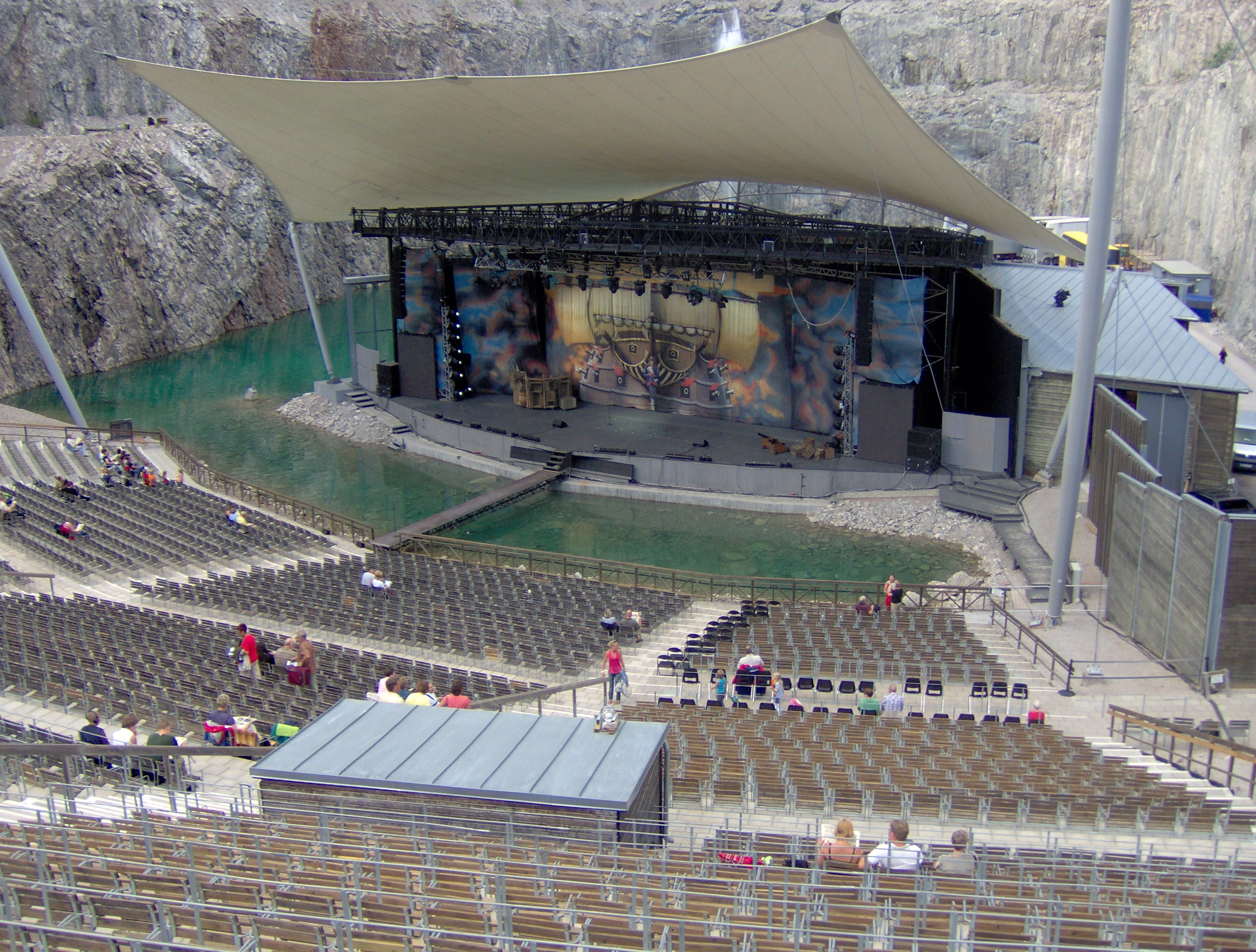
Bühne vor „Rhapsody in Rock“
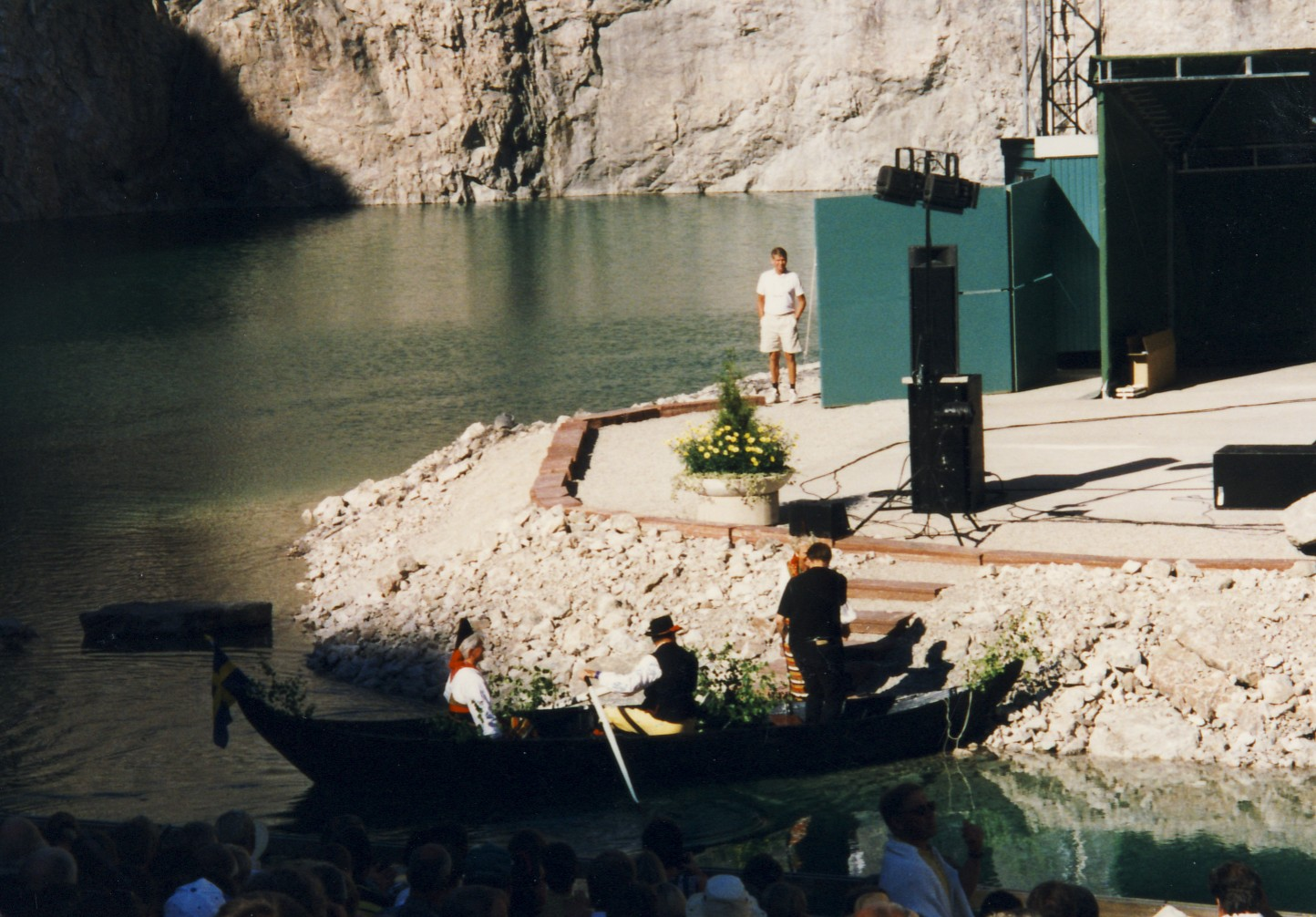
Der Kapellmeister kommt im Ruderboot
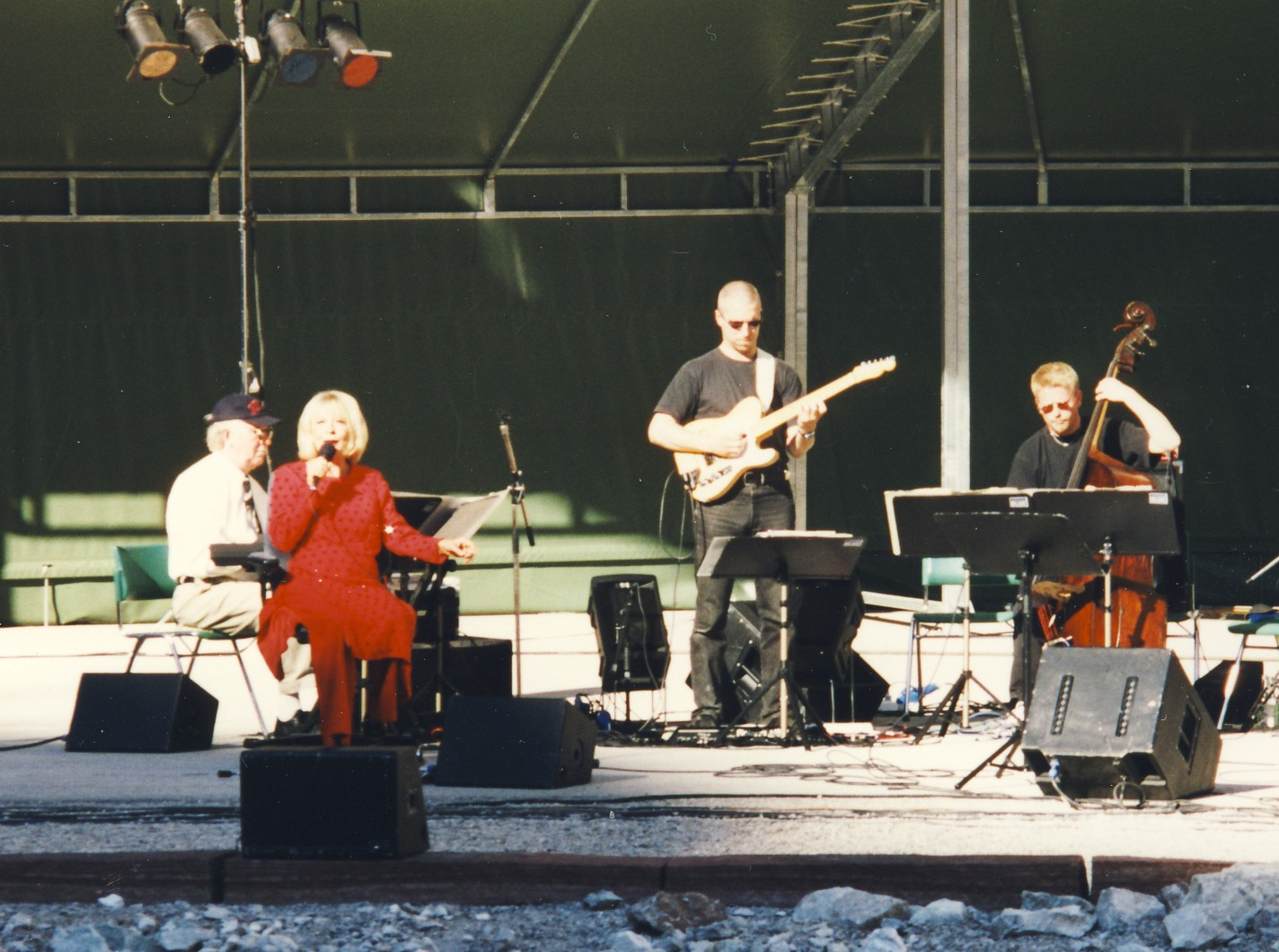
Monica Zetterlund in Dalhalla, Juli 1997